# Paraleptastacus brevicaudata
Paraleptastacus brevicaudata är en kräftdjursart som beskrevs av Wilson. Paraleptastacus brevicaudata ingår i släktet Paraleptastacus och familjen Leptastacidae. Inga underarter finns listade i Catalogue of Life.